# Saif Ali Khan

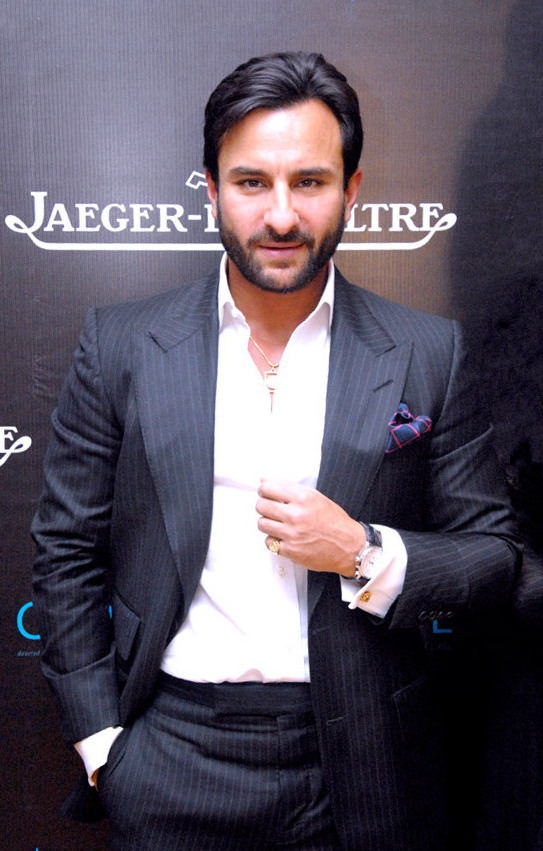
Saif Ali Khan 2012

Saif Ali Khan (Hindi सैफ़ अली ख़ान Saif Alī Khān; * 16. August 1970 in Neu-Delhi) ist ein indischer Schauspieler und Filmproduzent.

## Leben
Khans Eltern sind die Schauspielerin Sharmila Tagore und der Cricketspieler Mansur Ali Khan, Nawab von Pataudi. Khan hat zwei Schwestern, Saba Ali Khan und Soha Ali Khan. Letztere ist ebenfalls Schauspielerin. Er war mit der Schauspielerin Amrita Singh seit Oktober 1991 verheiratet. Sie ließen sich nach 13 Jahren Ehe 2004 scheiden. Aus dieser Ehe hat er zwei Kinder, Sara Ali Khan und Ibrahim Ali Khan, die bei ihrer Mutter leben. Zum großen Finale der Lakme Fashion Week, der Show von Designer Manish Malhotra im Oktober 2007 sind Khan und Kareena Kapoor gemeinsam erschienen. Er teilte der Welt offen mit, dass sie ein Paar seien. Seit dem 16. Oktober 2012 ist er mit Kareena Kapoor verheiratet. Am 20. Dezember 2016 kam ihr erster Sohn auf die Welt.

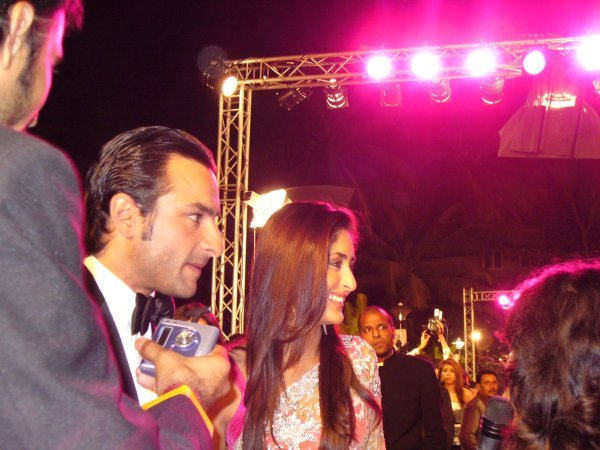
Saif Ali Khan mit seiner Frau Kareena Kapoor bei den Filmfare Awards 2008

### Karriere
Khan hat seit 1993 Filme gedreht; seine vermutlich wichtigste Rolle war im Film Hameshaa (1997) zusammen mit Kajol. Danach war er nicht sehr erfolgreich, ehe er im Jahr 2001 in Farhan Akhtars Film Dil Chahta Hai mitspielte und schließlich in Nikhil Advanis Kal Ho Naa Ho.
An der Seite von Rani Mukerji spielte Khan 2004 in dem erfolgreichen Liebesfilm Hum Tum mit, der Saif Ali Khan einen Karriereschub gab. Weitere Zusammenarbeiten mit der Produktionsfirma Yash Raj Films wurden nur durchschnittliche Erfolge wie Thoda Pyaar Thoda Magic und Ta Ra Rum Pum.
Ein Jahr später, 2005, gaben Pradeep Sarkar und Vidya Balan ihr Debüt in dem Film Parineeta, welcher auf dem gleichnamigen Buch basiert. Khan spielte einen Komponisten und den Kindheitsfreund von Lalita, aus der sich später eine engere Bindung entwickelte.
2014 wurden Humshakals und Happy Ending veröffentlicht, welche als Desaster endeten. In der Komödie Humshakals spielte Khan drei Rollen gleichzeitig. In Happy Ending war er nach Jahren wieder mit Preity Zinta auf der Leinwand zu sehen, da Zinta eine Gastrolle hatte.
Im Jahr 2010 erhielt Saif Ali Khan für seine Mitwirkung im indischen Kino den Padma Shri, den vierthöchsten Zivilorden der indischen Regierung.
Saif Ali Khan wird in den deutschen Fassungen vom Synchronsprecher Philipp Moog gesprochen, der ihm erstmals 2005 in der deutschen Erstausstrahlung des Films Kal Ho Naa Ho seine Stimme lieh.

## Filmografie (Auswahl)
- 1992: Parampara
- 1993: Aashiq Awara
- 1993: Pehchaan
- 1994: Aao Pyaar Karen
- 1994: Yaar Gaddar
- 1994: Main Khiladi Tu Anari
- 1994: Yeh Dillagi
- 1995: Imtihaan
- 1995: Surakshaa
- 1996: Tu Chor Main Sipahi
- 1996: Bambai Ka Babu
- 1996: Dil Tera Diwana
- 1996: Ek Tha Raja
- 1997: Udaan
- 1997: Hameshaa
- 1998: Humse Badhkar Kaun
- 1998: Keemat
- 1999: Biwi No. 1 (Gastauftritt)
- 1999: Aarzoo – Mein Herz vergaß dich nie (Aarzoo)
- 1999: Hum Saath-Saath Hain: We Stand United
- 1999: Kachche Dhaage
- 1999: Yeh Hai Mumbai Meri Jaan
- 2000: Kya Kehna
- 2001: Rehnaa Hai Terre Dil Mein
- 2001: Dil Chahta Hai
- 2001: Love Ke Liye Kuchh Bhi Karega
- 2002: Nur dich liebe ich (Na Tum Jaano Na Hum)
- 2003: LOC Kargil
- 2003: Lebe und denke nicht an morgen (Kal Ho Naa Ho)
- 2003: Darna Mana Hai
- 2004: Ich & Du – Verrückt vor Liebe (Hum Tum)
- 2004: Ek Hasina Thi
- 2005: Hochzeit – Nein danke! (Salaam Namaste)
- 2005: Parineeta – Das Mädchen aus Nachbars Garten (Parineeta)
- 2005: Being Cyrus
- 2006: Omkara
- 2007: Papa gibt Gas – Eine Familie ist nicht zu stoppen (Ta Ra Rum Pum)
- 2007: Nehlle Pe Dehlla
- 2007: Eklavya – Der königliche Wächter (Eklavya)
- 2007: Om Shanti Om (Gastauftritt)
- 2008: Race
- 2008: Tashan
- 2008: Ein Engel zum Verlieben (Thoda Pyaar Thoda Magic)
- 2008: Roadside Romeo (Stimme)
- 2009: Gestern, heute & für immer – Love Aaj Kal (Love Aaj Kal)
- 2009: Kurbaan
- 2011: Arakshan
- 2011: Agent Vinod
- 2012: Cocktail
- 2013: Race 2
- 2014: Humshakals
- 2014: Happy Ending
- 2015: Phantom
- 2018: Baazaar
- 2018–2019: Der Pate von Bombay (Fernsehserie, 16 Folgen)

## Auszeichnungen

### National Film Awards
- 2005: Bester Hauptdarsteller – Hum Tum

### Filmfare Awards
- 1994: Bestes Debüt – Aashiq Awara
- 2002: Bester Komiker – Dil Chahta Hai
- 2004: Bester Nebendarsteller – Kal Ho Naa Ho
- 2004: Filmfare Motorola "Moto Look of the Year" – Kal Ho Naa Ho
- 2005: Bester Komiker – Hum Tum
- 2007: Bester Schurke – Omkara

### Star Screen Awards
- 2002: Bester Nebendarsteller – Dil Chahta Hai
- 2004: Bester Nebendarsteller – Kal Ho Naa Ho
- 2007: Bester Schurke – Omkara
- 2012: Bester Nebendarsteller – Aarakshan

### IIFA Awards
- 2002: Bester Nebendarsteller – Dil Chahta Hai
- 2004: Bester Nebendarsteller – Kal Ho Naa Ho
- 2007: Bester Schurke – Omkara

### Zee Cine Awards
- 2002: Bester Nebendarsteller – Dil Chahta Hai
- 2004: Bester Nebendarsteller – Kal Ho Naa Ho
- 2007: Bester Schurke – Omkara

### Andere Preise
- 2001: Sansui Awards – „Best Actor in a Comic Role“ in Dil Chahta Hai
- 2004: Sansui Awards – „Best Supporting Actor“ in Kal Ho Naa Ho
- 2005: Sports World "Jodi of the Year" mit Rani Mukerji in Hum Tum
- 2006: Sports World "Jodi of the Year" mit Preity Zinta in Salaam Namaste
- 2006: Global Indian Film Awards – „Best Villain“ in Omkara
- 2007: Sports World Awards – „Best Actor in a Negative Role“ in Omkara
- 2007: Stardust Awards – „Best Actor in a Negative Role“ in Omkara
- 2007: Bollywood Movie Award – Bester Schurke in Omkara
- 2008: „Rajiv Gandhi Award for Achievement in Films“
- 2010: Padma Shri – Indischer Nationalpreis (Bereich Kunst)